# Cry Like a Rainstorm, Howl Like the Wind
| Оценки критиков   | Оценки критиков |
| Источник          | Оценка          |
| ----------------- | --------------- |
| AllMusic          | [ 1 ]           |
| Chicago Tribune   | [ 2 ]           |
| Los Angeles Times | [ 3 ]           |
| Rolling Stone     | [ 4 ]           |

Cry Like a Rainstorm, Howl Like the Wind — шестнадцатый студийный альбом американской певицы Линды Ронстадт, вышедший в 1989 году. Две песни с альбома, которые были записаны дуэтом с Аарон Невилл получили премию Грэмми, сам диск получил номинацию в категории Премия «Грэмми» за лучшее вокальное поп-исполнение дуэтом или группой, а песня «Don’t Know Much» номинацию на Премию «Грэмми» за лучшую песню года.

## История
Альбом вышел в октябре 1989 года на лейблах Elektra Records и WEA International. Несколько песен были записаны дуэтом с Аарон Невилл. Два этих дуэта получили премию Грэмми: «Don’t Know Much» и «All My Life», причём в разные годы (одна в 1990, а другая а 1991) в категории Премия «Грэмми» за лучшее вокальное поп-исполнение дуэтом или группой. Сам альбом был номинирован в категории Премия «Грэмми» за лучшее женское вокальное поп-исполнение, а песня «Don’t Know Much» ещё и номинацию в категории Лучшая песню года. Альбом получил положительные отзывы музыкальных критиков и интернет-изданий, имел коммерческий успех, в США было продано 3 млн копий и он получил платиновый статус RIAA. В американском хит-параде Billboard 200 диск занял 7-е место.

## Список композиций
| №   | Название                               | Автор(ы)                                                            | Длительность |
| --- | -------------------------------------- | ------------------------------------------------------------------- | ------------ |
| 1.  | «Still Within the Sound of My Voice»   | Jimmy Webb                                                          | 4:32         |
| 2.  | «Cry Like a Rainstorm»                 | Eric Kaz                                                            | 3:36         |
| 3.  | «All My Life»                          | Karla Bonoff                                                        | 3:36         |
| 4.  | «I Need You»                           | Paul Carrack, Nick Lowe, Martin Belmont                             | 2:52         |
| 5.  | «Don't Know Much»                      | Barry Mann, Cynthia Weil, Tom Snow                                  | 3:35         |
| 6.  | «Adios»                                | Jimmy Webb                                                          | 3:36         |
| 7.  | «Trouble Again»                        | Karla Bonoff, Kenny Edwards                                         | 3:19         |
| 8.  | «I Keep it Hid»                        | Jimmy Webb                                                          | 3:58         |
| 9.  | «So Right, So Wrong»                   | Paul Carrack, Nick Lowe, Martin Belmont, J. E. Ceiling, James Eller | 3:28         |
| 10. | «Shattered»                            | Jimmy Webb                                                          | 2:54         |
| 11. | «When Something Is Wrong with My Baby» | Isaac Hayes, David Porter                                           | 3:52         |
| 12. | «Goodbye My Friend»                    | Karla Bonoff                                                        | 3:44         |

## Чарты

### Альбом
| Год  | Чарт             | Позиция |
| ---- | ---------------- | ------- |
| 1989 | UK Albums Chart  | 43      |
| 1989 | US Billboard 200 | 7       |

### Синглы
| Год  | Сингл                                  | Чарт               | Позиция |
| ---- | -------------------------------------- | ------------------ | ------- |
| 1989 | «Don’t Know Much»                      | Adult Contemporary | 1       |
| 1989 | «Don’t Know Much»                      | Billboard Hot 100  | 2       |
| 1990 | «Adios»                                | Adult Contemporary | 9       |
| 1990 | «All My Life»                          | Adult Contemporary | 1       |
| 1990 | «All My Life»                          | Billboard Hot 100  | 11      |
| 1990 | «When Something Is Wrong with My Baby» | Adult Contemporary | 5       |
| 1990 | «When Something Is Wrong with My Baby» | Billboard Hot 100  | 78      |